# Cá heo Spinner
Stenella longirostris là một loài động vật có vú trong họ Delphinidae, bộ Cetacea. Loài này được Gray mô tả năm 1828.

## Phân loại học
Cá heo Spinner đôi khi được xem là cá heo mũi dài, đặc biệt là trong các tài liệu cũ, để phân biệt nó với loài cá heo tương tự cá heo Clymene có mũi ngắn. Loài này có 4 phân loài:
- S. l. orientalis (tên tiếng Anh: miền đông Spinner Dolphin), phân bố ở vùng nhiệt đới đông Thái Bình Dương.
- S. l. centroamericana (tên tiếng Anh: Cá heo Trung Mỹ hoặc cá heo Spinner Costa Rica), cũng được tìm thấy ở vùng nhiệt đới đông Thái Bình Dương.
- S. l. longirostris (tên tiếng Anh: Cá heo Gray hoặc Cá heo Spiner Hawaii), ở trung tâm Thái Bình Dương quanh Hawaii nhưng cũng có mặt ở dạng hỗn tạp với các phân loài tương tự khác trên toàn cầu.
- S. l. roseiventris (tên tiếng Anh: Cá heo Spinner lùn), được tìm thấy đầu tiên ở Vịnh Thái Lan.

## Hình ảnh

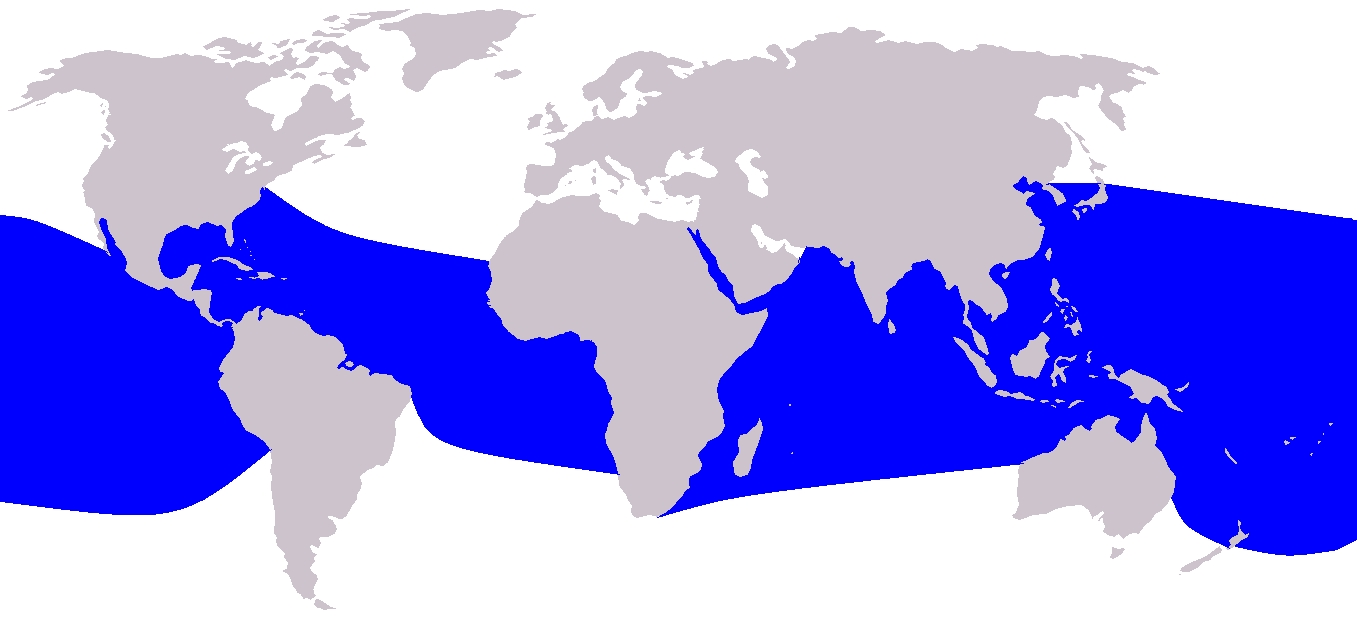
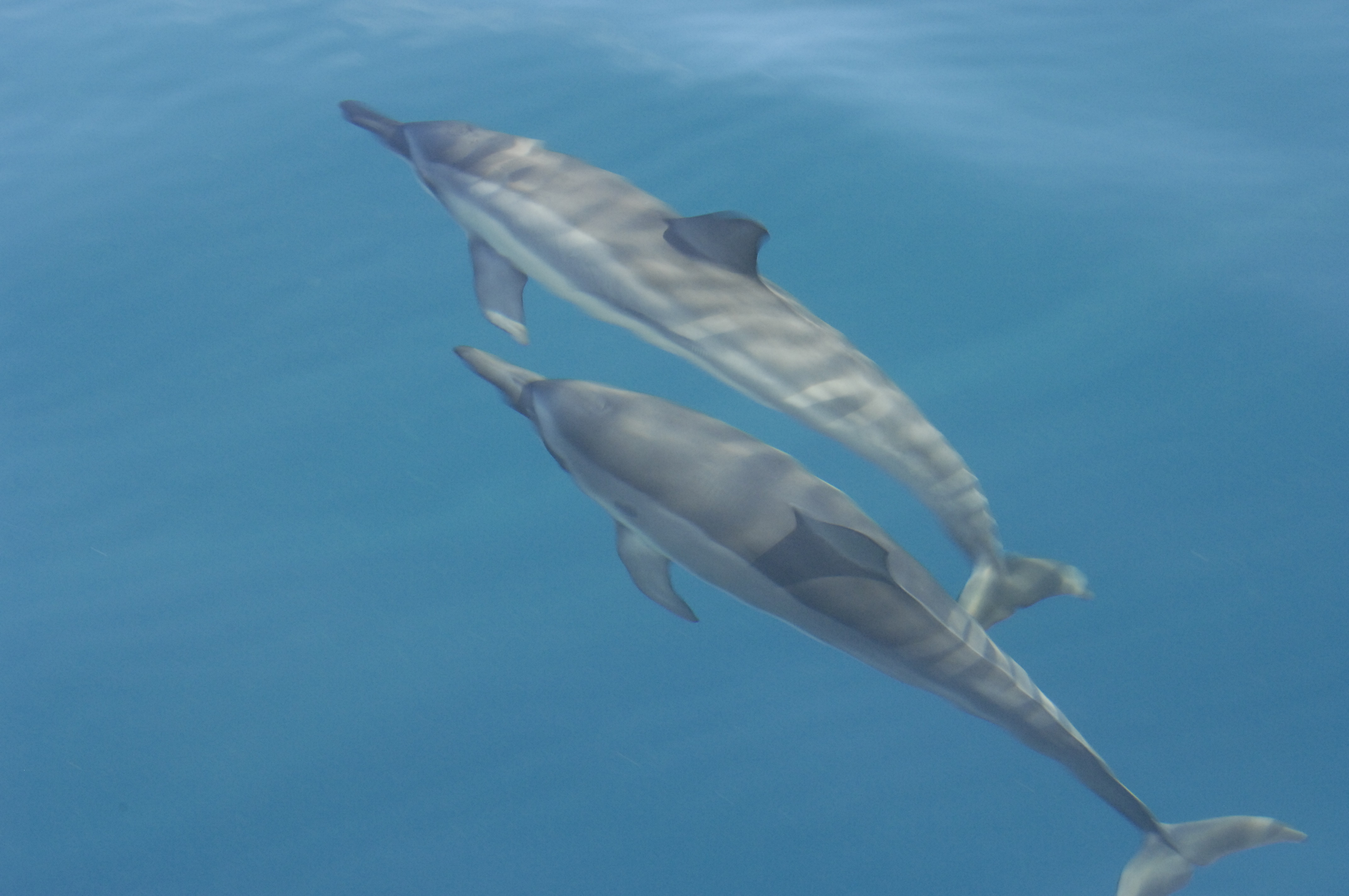
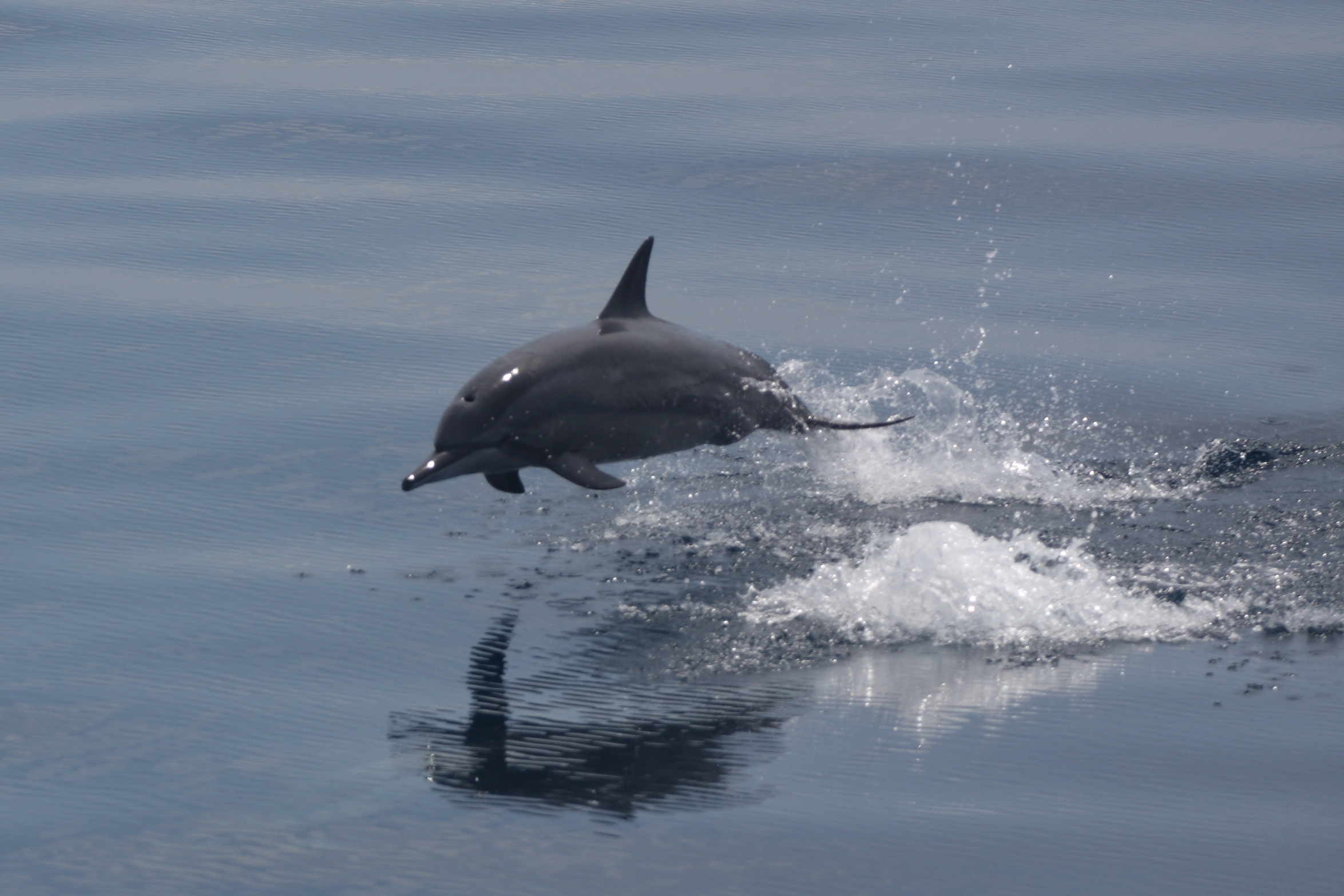
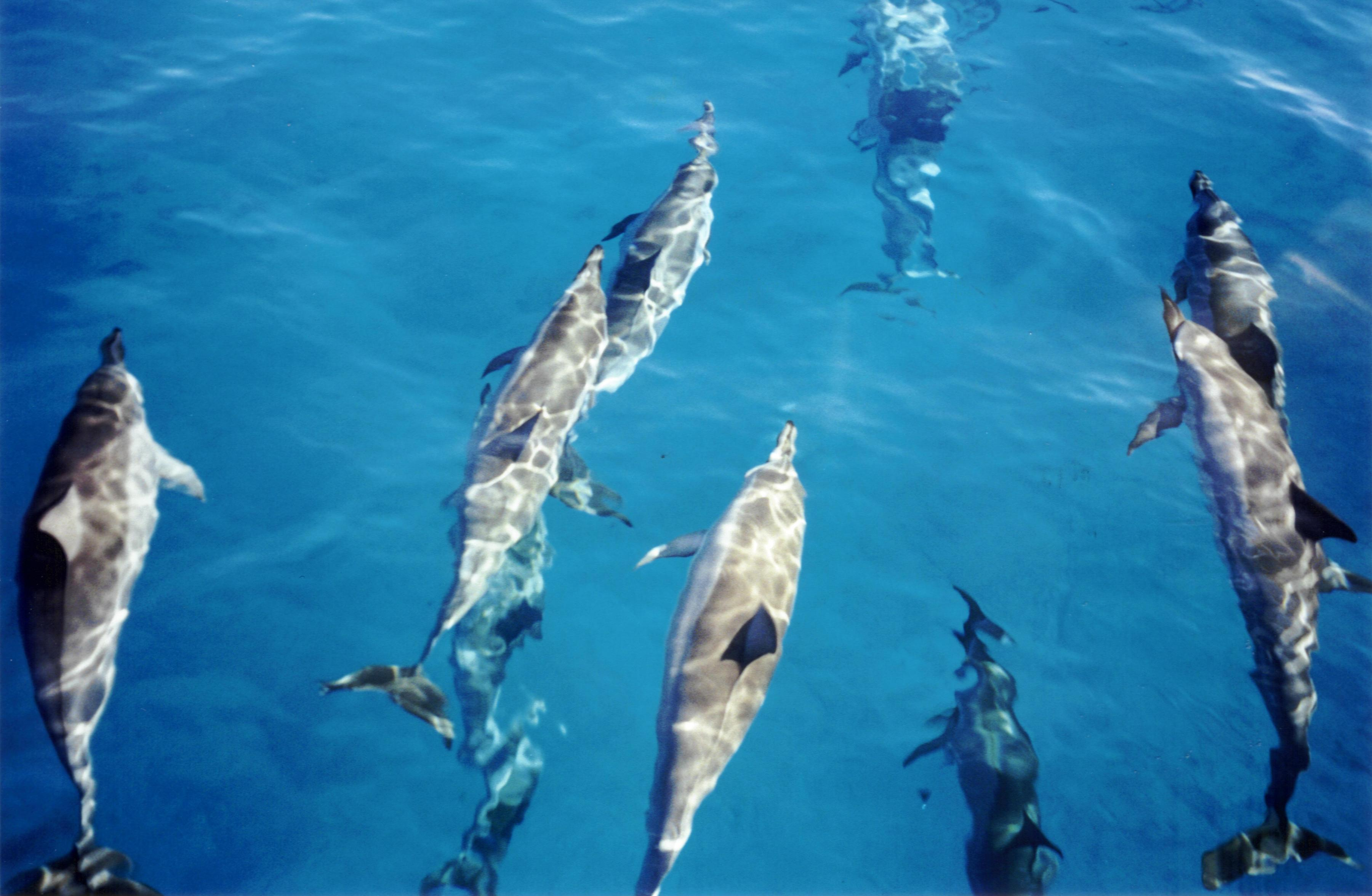